# Stazione di Cengio
Stazione di Cengio vasútállomás Olaszországban, Cengio településen.

## Vasútvonalak
Az állomást az alábbi vasútvonalak érintik:
- Torino-Fossano-Savona-vasútvonal

## Kapcsolódó állomások
A vasútállomáshoz az alábbi állomások vannak a legközelebb:
- Stazione di Saliceto
- Cosseria railway halt